# Hoya anncajanoae
Hoya anncajanoae är en oleanderväxtart som beskrevs av Kloppenb. och Siar. Hoya anncajanoae ingår i släktet Hoya och familjen oleanderväxter. Inga underarter finns listade i Catalogue of Life.